# The Long Ryders
The Long Ryders fue un grupo estadounidense de rock, formado por varios músicos que son multiinstrumentistas. El grupo está formado por Sid Griffin (guitarra), Stephen McCarthy (guitarra), Tom Stevens (bajo) y Greg Sowders (batería y percusión). Se formó en Los Ángeles, a comienzos de los años 80, originalmente asociado con un movimiento denominado Paisley Underground.
Con un sonido reminiscente de Gram Parsons, Buffalo Springfield y The Flying Burrito Brothers, se anticiparon al country alternativo de los 90. El antiguo miembro de los Byrds, Gene Clark, colaboró cantando en "Ivory Tower", un tema del disco de 1984 "Native Sons". 
El grupo se disolvió en 1987, volviéndose a reunir en 2004 para una breve gira europea. Tras otra larga separación, el grupo se ha vuelto a reunir en 2009, así mismo separándose ese mismo año.

## Discografía
- 1984 - 10-5-60 (EP)
- 1985 - Native Sons
- 1985 - State of Our Union
- 1987 - Two-Fisted Tales
- 1989 - Metallic B.O. (recopilación)
- 1994 - BBC Radio One Live in Concert (en directo)
- 1998 - Anthology (recopilación)
- 2004 - Best of the Long Ryders (recopilación)